# Phumosia flavipennis
Phumosia flavipennis este o specie de muște din genul Phumosia, familia Calliphoridae, descrisă de Kurahashi, Benjaphong și Omar în anul 1997. Conform Catalogue of Life specia Phumosia flavipennis nu are subspecii cunoscute.